# 19707 Tokunai
19707 Tokunai è un asteroide della fascia principale. Scoperto nel 1999, presenta un'orbita caratterizzata da un semiasse maggiore pari a 2,2519966 UA e da un'eccentricità di 0,1896587, inclinata di 4,69503° rispetto all'eclittica.